# Doryforos

Římská kopie Polykleitova Doryfora v Neapolském národním archeologickém muzeu

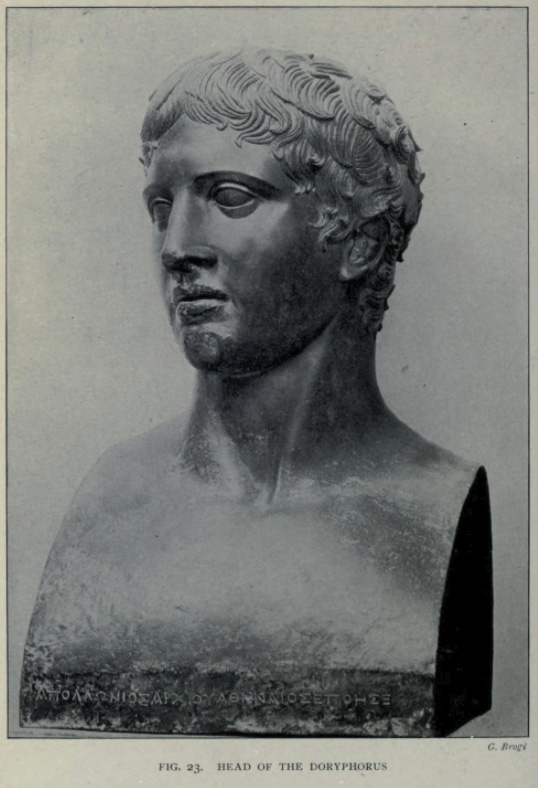
Hlava Doryfora objevená v Herculaneu

Doryforos ( řecky Δορυφόρος, doslova „nosič oštěpu“; lat. Doryphorus) od Polykleita je jednou z nejznámějších řeckých soch z období antiky, znázorňující dobře stavěného, svalnatého, stojícího bojovníka, původně nesoucího kopí opřené o levé rameno. Ztracený bronzový originál díla v mírně nadživotní velikosti byl odlit asi kolem roku 440 př. n. l. a dnes je znám pouze z pozdějších mramorových kopií (hlavně z římského období). Socha přesto tvoří důležitý časný příklad klasického řeckého kontrapostu i klasického realismu; Doryforos měl tak velký vliv na starověké umění.

## Koncept
Starořecký sochař Polykleitos pojal úmysl doprovodit sochařským dílem své písemné pojednání s názvem Κανών (neboli kánon, překládáno také jako „míra“ nebo „pravidlo“), aby v praxi ilustroval to, co považoval za dokonale harmonické a vyvážené proporce lidského těla.
Někdy ve 2. století n. l. psal řecký lékařský spisovatel Galén o Doryforovi jako o dokonalém vizuálním vyjádření hledání harmonie a krásy Řeků, které je vykresleno v dokonale proporčně tvarovaném mužském aktu:
Chrysippos se domnívá, že krása spočívá nikoli v souměřitelnosti nebo symetrii [tzn. proporcích] základních prvků [těla], ale v souměřitelnosti částí, jako je například prst vůči prstu, a všech prstů vůči dlani a zápěstí, a těchto vůči předloktí a předloktí vůči paži, ve skutečnosti všeho vůči všemu ostatnímu, jak je to napsáno v Polykleitově kánonu. Aby nás Polykleitos naučil všechny proporce těla, podpořil své pojednání praktickým dílem: vyrobil sochu podle principů svého pojednání a nazval sochu, stejně jako dílo: „kánonem“.
Polykleitos je známý jako nejlepší sochař mužských těl, přičemž hlavními tématy jeho prací jsou sportovci s idealizovanými tělesnými proporcemi. Zajímal se o matematické proporce lidské formy, které ho vedly k napsání eseje Kanon, o proporcích těla. Doryforos je ilustrací jeho spisů v Kanonu o symetrii mezi částmi těla. Polykleitos dosáhl rovnováhy mezi svalovým napětím a relaxací díky chiastickému principu, na který se spoléhal. „Vědci se shodují na tom, že Polykleitos založil své výpočty na jediném modulu, možná na posledním článku malíčku, aby určil odpovídající rozměry každé části těla“ (popisek v MIA)

## Popis
Originál sochy byl vyroben z bronzu asi v roce 440 př. n. l.., v 21. století neznáme lokaci ani osud původního díla (spolu s většinou ostatních bronzových soch starořeckého období). Několik římských kopií z mramoru – různé kvality a úplnosti – přežilo, čímž zprostředkovalo základní představu o Polykleitosově dílu. Polykleitos použil při vytváření tohoto díla výpočty proporcí; například poměr velikosti hlavy a těla je jedna ku sedmi. Hlava postavy je natočena mírně doprava. Silně osvalená, ale atletická postava Doryfora je zobrazena stojící v okamžiku, kdy vykračuje ze statické pózy.
Levá ruka původně měla dlouhé kopí; levé rameno (na kterém původně spočívalo kopí) je znázorněno jako napnuté, a proto mírně zvednuté, s levou paží ohnutou a napnutou, aby se udržela poloha kopí. Pozice sochy je klasickým kontrapostem, nejzřetelněji viditelným v úhlové poloze pánve. Pravá noha postavy je narovnána, je znázorněna jako podpírající váhu těla, se zdviženým pravým bokem a pravou částí trupu. Levá noha nenese žádnou váhu a levý bok klesá a mírně prodlužuje trup na levé straně. Pravá paže visí umístěná na boku postavy a bez zátěže. Jde pravděpodobně o nejstarší dochovaný příklad volně visícího ramene v sochařství.
V dochovaných kopiích z římského mramoru je za jednu nohu sochy nenápadně přidán velký vyřezávaný pařez, aby unesl váhu kamene; toto řešení nebylo pravděpodobně potřeba v původním bronzovém provedení díky pevnosti kovu. Obvykle je také přítomna malá vzpěra pro podporu pravé ruky a paže.
Nejznámější dochovaný Doryforos z římského období je mramorová kopie z Pompejí, která pochází z období 120–50 př. n. l. Socha je vysoká přibližně 212 cm.

## Existující kopie
Socha se stala známá díky replice nalezené v Herculaneu a konzervovaná v Národním archeologickém muzeu v Neapoli. Podle Francise Haskella a Nicholase Pennyho ji v královské sbírce Bourbonů v Neapoli minuli bez zásadního komentáře i raní znalci jako Johann Joachim Winckelmann. Mramorová socha a bronzová hlava z Herculanea byly publikovány v Le Antichità di Ercolano (1767), ale až do roku 1863 nebyly identifikovány v žádné souvislosti s Polykleitovým Doryforem.
Fragmentární torzo Doryfora v čediči v Medicejské sbírce v Uffizi „zprostředkovává účinek bronzu a je prováděno s neobvyklou péčí“, jak poznamenal Kenneth Clark v The Nude: A Study in Ideal Form. „Zachovává část naléhavosti a koncentrace originálu ztracených v mramorových kopiích.“
Snad nejznámější kopie Doryfora byla objevena v Pompejích a nyní je rovněž vystavena v Národním archeologickém muzeu v Neapoli.
Ve stejném muzeu se nachází bronzová herma Apollonia, kterou mnozí učenci považují za téměř bezchybnou repliku původní hlavy Doryfora.
Největší pozornosti se v posledních letech dostává zachovalé kopii sochy z řeckého mramoru (z hory Pentelikon) z doby římské, kterou v roce 1986 zakoupil Minneapolis Institute of Art (MIA). Kopie vysoká 196 cm s chybějící spodní částí levé paže a prsty pravé ruky, byla datována do období 120–50 př. n. l. nebo do období střední doby Augustovy. Kopie byla nalezena v italských vodách během 30. let a strávila několik desetiletí v soukromých italských, švýcarských a kanadských sbírkách, než se znovu objevila na trhu s uměním kolem roku 1980. Itálie stále požaduje vrácení sochy, protože byla nelegálně vykopána a vyvezena ze Stabie.
Doryforos z Minneapolisu je ve velmi dobrém stavu, zejména s ohledem na stáří díla. Hlava zůstala neporušená. Na boku jsou hluboké škrábance a na tvářích a pažích jsou znatelné stopy po kořenech rostlin. Socha byla nalezena v šesti kusech, z nichž byla s minimálními výplněmi znovu sestavena: trup od hlavy po kolena, dvě lýtka, levá noha, kmen stromu na podstavci, pravá noha na podstavci, a oblast levé paže obklopující ohyb v lokti. Špička nosu byla odlomena spolu s levým předloktím a rukou, částí pravé nohy, penisu a některými články prstů na pravé ruce. Na jeho levém boku je prohlubeň, kde se odtrhla vzpěra, která mířila k levému předloktí. Na mramorových částech sochy, které zahrnují paže, nohy, trup a podpěrný stojan, jsou v mramoru vybledlé barvy a hluboké pruhování.
Kopie sochy byla v roce 2012 nalezena v římských lázních Baelo Claudia (u města Tarifu v jižním Španělsku).

## Vliv

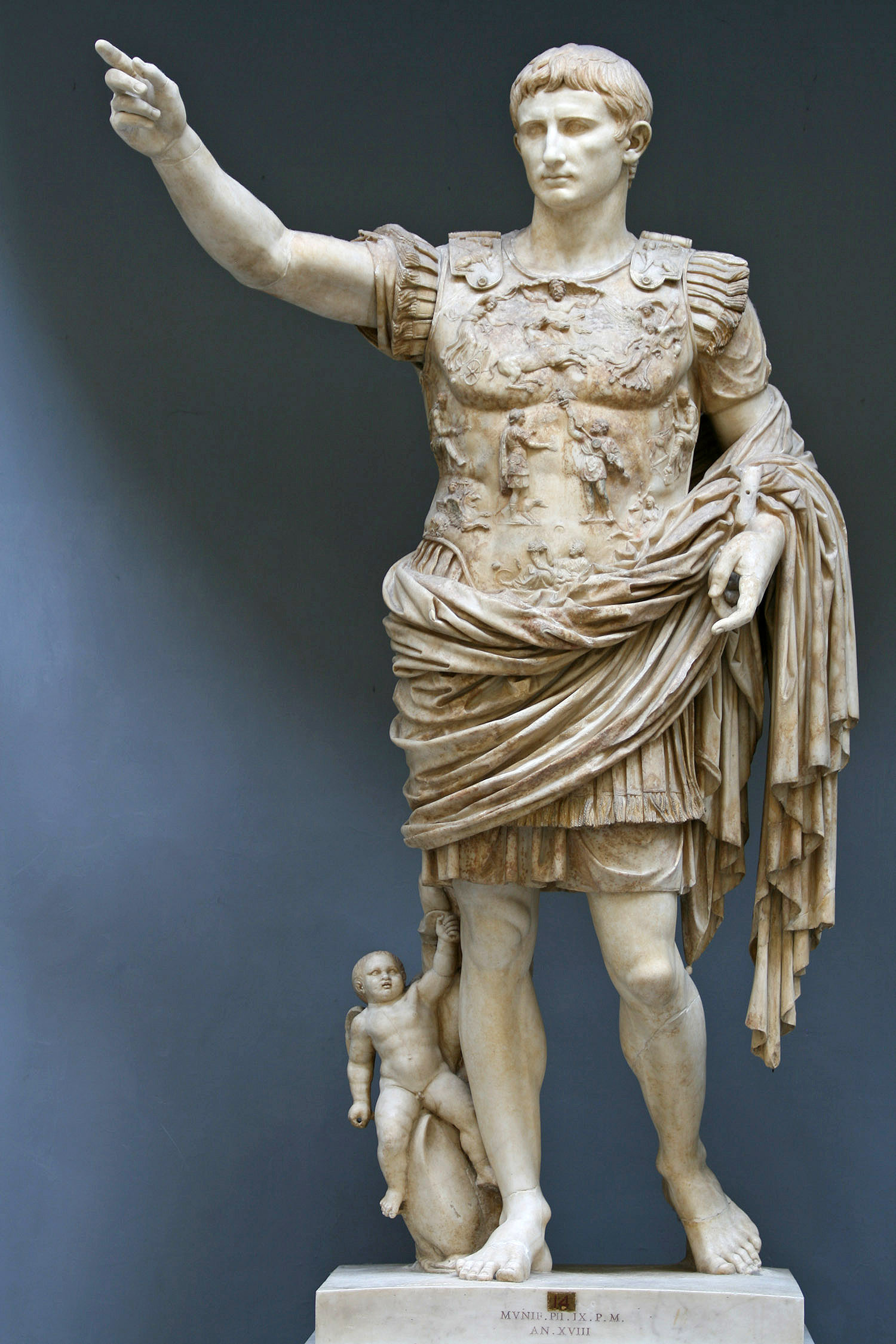
Socha Augusta z Prima Porty

Doryforos byl vytvořen během klasického období antického sochařství. Během této doby byl kladen důraz na ideálního muže v hrdinské nahotě. Tělo Doryfora bylo tělem mladého sportovce s výraznými svaly v naturalistické póze. Obličej je bez výrazu a nevykazuje žádné emoce. Někteří vědci se domnívají, že Doryforos představoval mladého Achilla na cestě do trojské války, zatímco jiní vyjadřují nejasnost, zda má socha zobrazovat smrtelníka nebo hrdinu. Diskutovalo se také o tom, kde se tyto sochy nacházely během období klasické antiky, podle toho, kde byly objeveny. Například kopie v Neapoli byla nalezena v obecním gymnáziu v Pompejích, což nás vede k přesvědčení, že by mohla být umístěn v blízkosti sportovních center pro mládež. Kopie byly také běžné u mecenášů, kteří si je umisťovali ke svým palácům.
Kanonické proporce mužského trupu, které vytvořil Polykleitos, zkostnatěly v helénských a římských dobách v svalovém pancíři. Příkladem může být socha Augustus z Prima Porty, který je oděn do obřadního brnění nad idealizovaným svalnatým trupem, který je zřejmě modelován podle Doryfora. Také nohy císaře jsou uspořádané stejným způsobem jako v postoji Doryfora.